# Tomorrow Never Knows (album)
Pour la chanson du même nom, voir Tomorrow Never Knows.
Albums de The Beatles
Anthology Highlights
(2011) The Beatles Bootleg Recordings 1963
(2013)
Tomorrow Never Knows est un album compilation de chansons rock des Beatles paru exclusivement sur iTunes le 24 juillet 2012.

## Parution
Cette compilation du groupe disponible qu'en téléchargement se veut une collection de chansons qui auraient influencé la musique populaire moderne. Par exemple, le son metal de Helter Skelter un an avant Led Zeppelin et Black Sabbath ou encore la pièce éponyme qui utilise des boucles de ruban d'enregistrement en guise d'échantillonnage primitif.
Axée vers un public plus jeune, la collection comprend du matériel publicitaire, notamment des textes de Dave Grohl de Foo Fighters et de Mike Shinoda de Linkin Park, qui expliquent comment la musique des Fab Four a influencé leurs carrières musicales.

## Liste des chansons
Toutes les chansons sont créditées Lennon/McCartney, sauf mention contraire.
1. Revolution (version du single) – 3:25
2. Paperback Writer – 2:19
3. And Your Bird Can Sing – 1:59
4. Helter Skelter – 4:31
5. Savoy Truffle (George Harrison) – 2:54
6. I'm Down – 2:32
7. I've Got a Feeling (version tirée de l'album Let It Be… Naked) – 3:38
8. Back in the U.S.S.R. – 2:44
9. You Can't Do That – 2:35
10. It's All Too Much (George Harrison) – 6:26
11. She Said She Said – 2:36
12. Hey Bulldog – 3:11
13. Tomorrow Never Knows – 2:59
14. The End (version tirée de l'album Anthology 3) – 2:52